# Poruba pod Vihorlatom
Poruba pod Vihorlatom (slowakisch; bis 1948 slowakisch Nemecká Poruba; deutsch Nickelsdorf, ungarisch Németvágás – bis 1907 Németporuba) ist eine Gemeinde im Osten der Slowakei mit 594 Einwohnern (Stand 31. Dezember 2024), die zum Okres Michalovce, einem Teil des Košický kraj gehörte und in der traditionellen Landschaft Zemplín liegt.

## Geographie
Die Gemeinde befindet sich am Übergang vom Ostslowakischen Tiefland in das Vihorlatgebirge unweit des Stausees Zemplínska šírava und wird vom Bach Porubský potok durchflossen. Das Ortszentrum liegt auf einer Höhe von 193 m n.m. und ist 11 Kilometer von Sobrance sowie 19 Kilometer von Michalovce entfernt.

## Geschichte
Der Ort wurde zum ersten Mal 1418 als Nemethporuba schriftlich erwähnt. Nach einem Steuerverzeichnis hatte das Dorf im Jahr 1427 18 Porta, 1722 dann 16 Haushalte und Mühle und schließlich 1828 88 Häuser und 522 Einwohner. Haupteinnahmequellen waren Landwirtschaft und Weinbau.
Die ursprünglichen Einwohner waren deutsche Siedler, die später in das Gebirge hinein, zu Fundorten von Eisenerz bei der heutigen Gemeinde Remetské Hámre auswanderten, stattdessen ließen sich Russinen im Dorf nieder.
Bis 1918/1919 gehörte der im Komitat Ung liegende Ort zum Königreich Ungarn und kam danach zur Tschechoslowakei bzw. heute Slowakei.

## Bevölkerung
| Jahr                | 1994 | 2004    | 2014    | 2024    |
| ------------------- | ---- | ------- | ------- | ------- |
| Anzahl der Personen | 626  | 605     | 633     | 594     |
| Unterschied         |      | −3,35 % | +4,62 % | −6,16 % |

| Jahr                | 2023 | 2024    |
| ------------------- | ---- | ------- |
| Anzahl der Personen | 589  | 594     |
| Unterschied         |      | +0,84 % |

Ergebnisse nach der Volkszählung 2001 (625 Einwohner):
| Nach Ethnie: - 99,36 % Slowaken - 0,32 % Tschechen - 0,32 % Ukrainer | Nach Konfession: - 86,56 % griechisch-katholisch - 10,24 % römisch-katholisch - 1,12 % konfessionslos - 1,12 % orthodox - 0,64 % evangelisch |

## Bauwerke
- griechisch-katholische Kirche im klassizistischen Stil aus dem 19. Jahrhundert